# NISSAN U-CARS
NISSAN U-CARS（にっさんユーカーズ）は、日産自動車の中古車買取・販売ネットワーク。現在は「Nissan Intelligent Choice プレミアム認定中古車」と呼称される。

## 概要
日産自動車のディーラーが運営する中古車店舗で組織され、中古車買取部門を「カウゾー」、中古車販売部門の在庫情報検索サイトを「GET-U」（ゲッチュー）という。販売車両の保証制度の名称は「ワイド保証」。
2009年時点でおよそ20,000台以上扱っている。
日産中古車販売店の中でも、店づくり・在庫内容・販売員の質など日産自動車の審査基準をクリアした店舗が「NISSAN U-CARSクオリティショップ」に認定され、2009年4月より展開している。

## CM
日産自動車の企業CMとして、カウゾーボート篇、靴篇、子供篇の3種類が2003年8月15日から放映された。